# Marie Colban

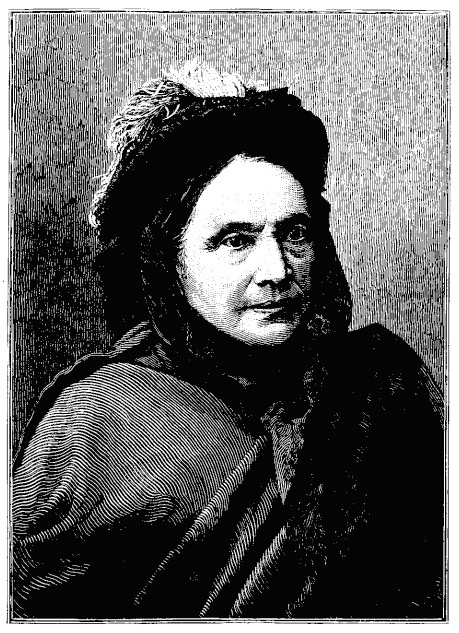
Marie Colban, Abbildung im Magazin Illustreret Tidende kurz nach ihrem Tod 1884

Adolphine Marie Colban (* 18. Dezember 1814 in Christiania; † 27. März 1884 in Rom) war eine norwegische Romanschriftstellerin und Übersetzerin.

## Leben und Werk
Marie Colban war eine Tochter des Anwalts Peter Nicolai Schmidt (1776–1846) und von Petronelle Sandberg (1787–1846). Sie verheiratete sich 1836 mit dem Lehrer Nathanael Angell Colban (1793–1850). 1844 übersetzte sie den Roman Mathilde von Eugène Sue ins Norwegische. Bereits im Alter von 35 Jahren wurde sie Witwe. Durch die Umstände zur Schriftstellerei gedrängt, übersetzte sie gelehrte Werke ins Französische. 1856 kam sie nach Paris, wo eine vornehme Dame die Briefe, die Colban ihr ins Bad schrieb, ohne deren Wissen als Lettres d’une barbare drucken ließ, die so großes Aufsehen erregten, dass die Verfasserin von nun an für französische Journale schrieb und Zutritt in die beste Gesellschaft erhielt. So den Winter meist in Paris, den Sommer in Norwegen zubringend, trat sie bald auch mit selbständigen Werken in der Sprache ihrer Heimat auf.
Von Colban erschienen folgende Novellen:
- Lærerinden, 1869
- Tre Noveller, tilegnet norske Kvinder, Christiania 1873
- Tre nye Noveller, Kopenhagen 1875
- Jeg lever, Kopenhagen 1877, wohl ihre bedeutendste Arbeit; deutsch  Leipzig 1878
- En gammel Jomfru, Kopenhagen 1879; deutsch: Eine alte Jungfer, Stuttgart 1880
- Cleopatra, 1880
- Thyra, 1882

Colban verbindet mit dem fein geistigen, scharf sondierenden Wesen des Nordens die Wärme und Weltgewandtheit des Südens: Norwegen und Frankreich in harmonischer Verschmelzung. Fast ihre sämtlichen Arbeiten wurden ins Deutsche übersetzt. Sie verbrachte ihre letzten Jahre in Rom, starb dort am 27. März 1884 im Alter von 69 Jahren und wurde auf dem Protestantischen Friedhof beigesetzt.